# Polysyndète
 (janvier 2021).
Si vous disposez d'ouvrages ou d'articles de référence ou si vous connaissez des sites web de qualité traitant du thème abordé ici, merci de compléter l'article en donnant les références utiles à sa vérifiabilité et en les liant à la section « Notes et références ».
La polysyndète (substantif féminin), du grec poly (« plusieurs »), syn (« ensemble ») et dète (« lié ») est une figure de style reposant sur un mode de liaison consistant à mettre une conjonction de coordination au début de chacun des membres de la (ou des) phrase(s) formant une énumération, le plus souvent alors qu'elle n'y est pas nécessaire. Il s'agit d'une figure de style qui permet de ralentir le rythme de la prosodie, de lui donner un air solennel ou encore de la rendre envoûtante, en poésie. Elle a également pour effet de mettre en relief chaque mot, substantifs et verbes, et est censée provoquer l'intérêt ou l'indignation du lecteur, de l'auditeur. Elle est l'inverse de l'asyndète (absence de liens de coordination).

## Exemples
Un soir, j'ai assis la Beauté sur mes genoux. − Et je l'ai trouvée amère. − Et je l'ai injuriée
— Rimbaud, Une saison en enfer
Mais tout dort, et l'armée, et les vents, et Neptune
— Jean Racine, Iphigénie, I, 1
Et son bras et sa jambe, et sa cuisse et ses reins,

Polis comme de l'huile, onduleux comme un cygne,

Passaient devant mes yeux clairvoyants et sereins;

Et son ventre et ses seins, ces grappes de ma vigne...
— Charles Baudelaire, Les Bijoux
Je fais souvent ce rêve étrange et pénétrant

D'une femme inconnue, et que j'aime, et qui m'aime,

Et qui n'est, chaque fois, ni tout à fait la même

Ni tout à fait une autre, et m'aime et me comprend.
— Paul Verlaine, Poèmes saturniens
Madame, qui l'eût dit que dans vos bras habite

Amour si tristement et subie, et subite ?
— Paul-Jean Toulet, Les Contrerimes
Ma chère, joins tes doigts et pleure et rêve et prie
— Émile Nelligan, Poésies complètes
Il faut les croire sur baiser

Et sur parole et sur regard

Et ne baiser que leurs baisers
— Paul Éluard, La Vie immédiate
Et la mer et l'amour ont l'amer pour partage,

Et la mer est amère, et l'amour est amer
— Pierre de Marbeuf, Poètes français de l'âge baroque, Anthologie (1571-1677)
Perdu parmi deux millions de fous héroïques et déchaînés et armés jusqu'aux cheveux ?
— Céline, Voyage au bout de la nuit
Et les rimes et la mesure

Sont des chaînes pour la raison.
— Antoine Houdar de La Motte, Anthologie de la poésie française du XVIIIe siècle au XXe siècle (nrf)
« Je dis perdre, à la vérité, ne nous réservant rien qui nous fût propre, ni qui fût ou sien, ou mien. », Montaigne, Essais, De l'amitié

## Définition

### Définition linguistique
La polysyndète accumule les mots de liaison de même nature, tout le long du développement. On peut la schématiser ainsi : et A et B comme dans :
« (...) extrêmement oisif, extrêmement libre, et par nature et par art » (Montaigne, Essais, livre II, chap.17)
La polysyndète se fonde donc sur des conjonctions de coordination, très souvent la conjonction et mais pas seulement : ni, mais, ou, enfin. On parle alors de structure polysyndétique.
On retrouve la polysyndète dans de nombreuses énumérations dont elle permet la dynamique (voir l'exemple caractéristique de Baudelaire ci-dessus), surtout dans l'Ancien Testament : Genèse et Psaumes en particulier ; dans l'Apocalypse de saint Jean également.

### Définition stylistique
En rhétorique, la polysyndète (polysyndéton en grec) permet d'accumuler les arguments de manière frappante, tout en maintenant sa prise de parole.